# Mathew Anim Cudjoe
Mathew Anim Cudjoe (* 11. November 2003 in Accra) ist ein ghanaischer Fußballspieler, der zuletzt bei Dundee United in der Scottish Premiership unter Vertrag stand. Mit der ghanaischen U20-Nationalmannschaft gewann er im Jahr 2021 die Afrikameisterschaft.

## Karriere

### Verein
Mathew Anim Cudjoe begann seine Karriere bei Great Somas in seiner Geburtsstadt Accra, bis er im Jahr 2018 nach Sunyani zum Young Apostles FC wechselte. Cudjoe wurde im Dezember 2019 von Asante Kotoko als Leihspieler unter Vertrag genommen. Sein Debüt in der Ghana Premier League gab er am 3. Januar 2020 im Alter von 16 Jahren in einem Spiel gegen den Legon Cities FC, als er für Emmanuel Gyamfi eingewechselt wurde. In seinem dritten Spiel am 19. Januar 2020 gegen Ebusua Dwarfs erzielte er sein erstes Tor. In der Saison 2019/20, die aufgrund der COVID-19-Pandemie in Ghana vorzeitig abgebrochen wurde, kam Cudjoe auf sechs Einsätze und ein Tor. Er wurde dabei sechsmal eingewechselt. Nachdem sein Leihvertrag geendet hatte, versuchte Asante Kotoko ihn für einen langfristigen Vertrag zu verpflichten. Cudjoe wurde danach vom in Accra ansässigen Team Legon Cities FC ausgeliehen. Für den Verein absolvierte er in der Saison 2020/21 insgesamt 12 Ligaspiele und erzielte zwei Tore.
Im November 2021 verpflichtete ihn der schottische Erstligist Dundee United, nachdem er unter anderem an einen Probetraining beim FC Bayern München teilgenommen hatte. Sein Debüt gab der 18-Jährige am 2. April 2022 gegen Hibernian Edinburgh, als er für Marc McNulty eingewechselt wurde.

### Nationalmannschaft
Mathew Anim Cudjoe nahm mit der ghanaischen U20-Nationalmannschaft im Jahr 2021 an der Afrikameisterschaft in Mauretanien teil. In der Gruppenphase gelang ihm am ersten Spieltag eine Torvorlage beim 4:0-Sieg gegen Tansania. Anim Cudjoe erreichte mit Ghana das Finale gegen Uganda, das mit 2:0 gewonnen wurde. Er kam als Stammspieler in allen sechs Begegnungen des Turniers zum Einsatz.